# Пази се от автомобила
Пази се от автомобила (на руски: Берегись автомобиля) е руски съветски игрален филм, лирична детективска комедия, режисирана от Елдар Рязанов в студио „Мосфилм“ през 1966 г.

## Сюжет
Скромният и стеснителен застрахователен агент, в миналото шофьор, а сега и актьор в любителски театър, Юрий Диточкин (Инокентий Смоктуновски), се оказва непримирим борец за справедливост. Имайки задължението да обслужва домовете на доста богати хора и виждайки, че клиентите му живеят явно над възможностите си, Деточкин се опитва да възстанови справедливостта, както я разбира: води досие на подкупници, спекуланти и злоупотреби, краде колите им, препродава тях и прехвърля приходите на домове за сираци.
За органите на реда в лицето на актьора от същия театър, следователя Максим Пиберезовиков (Олег Ефремов), в чийто кабинет вместо традиционния портрет на Дзержински виси портрет на Станиславски, този Робин Худ изглежда като опасен, хитър, изобретателен и неуловим престъпник...

## Създатели
- Сценаристи — Емил Брагински, Елдар Рязанов
- Постановчик - Елдар Рязанов
- Оператори — Анатолий Мукасей, Владимир Нахабцев
- Художници — Борис Немечек, Лев Семьонов
- Втори режисьор - Алексей Коренев
- Композитор - Андрей Петров
- Звукорежисьор - Валери Попов
- Диригент - Юрий Силантиев
- Дизайнер на костюмите - Шели Биховская
- Гримьор - Олга Струнцова
- Редактор — Екатерина Овсянникова
- Редактор - Анатолий Степанов
- Консултанти — А. Микулин, А. Шпеер
- Асистенти:

Режисьор: Арнолд Ийдс, Полина Шевкуненко
Оператор - Юрий Епишин, Владимир Фридкин, Александър Вихански
звуков инженер — Валентин Шчедрин
- Режисьор на картината - Ефим Голински

## В ролите
- Инокентий Смоктуновски – Юрий Иванович Диточкин, застрахователен агент
- Олег Ефремов – Максим Петрович Пидберезовиков, следовател
- Любов Добржанска е майката на Диточкин
- Олга Аросева – Люба, годеницата на Дьоточкина
- Андрей Миронов – Дима Семицветов
- Татьяна Гаврилова е Инна, съпругата на Семицветов
- Людмила Давидова е сервитьорка в бирария
- Анатоли Папанов – Семен Васильович Сокол-Кружкин, подполковник в оставка, тъст на Семицветов
- Георги Жженов – автоинспектор
- Евгений Евстигнеев – Евгений Александрович Евстигнеев, директор на Народния театър
- Сергей Кулагин – Филип Картузов, директор на бирарията
- Виктория Радунска – Таня, криминалист
- Готлиб Ронинсън – Яков Михайлович Квочкин, шефът на Дьоточкин
- Борис Рунге е човек с куфари
- Яков Ленц е продавач в павилион за тютюн
- Вячеслав Невинни е автомонтьор
- Донатас Банионис – пастор, купувач на „Волга“
- Халина Волчек е купувач на магнетофон на блат от Семицветов
- Любов Соколова е народен съдия
- Антонина Максимова е актриса от Народния театър
- Юрий Яковлев – глас зад кадър